# Leucocroton cordifolius
Leucocroton cordifolius là một loài thực vật có hoa trong họ Đại kích. Loài này được (Britton & P.Wilson) Alain mô tả khoa học đầu tiên năm 1952.